# Andrés Wood

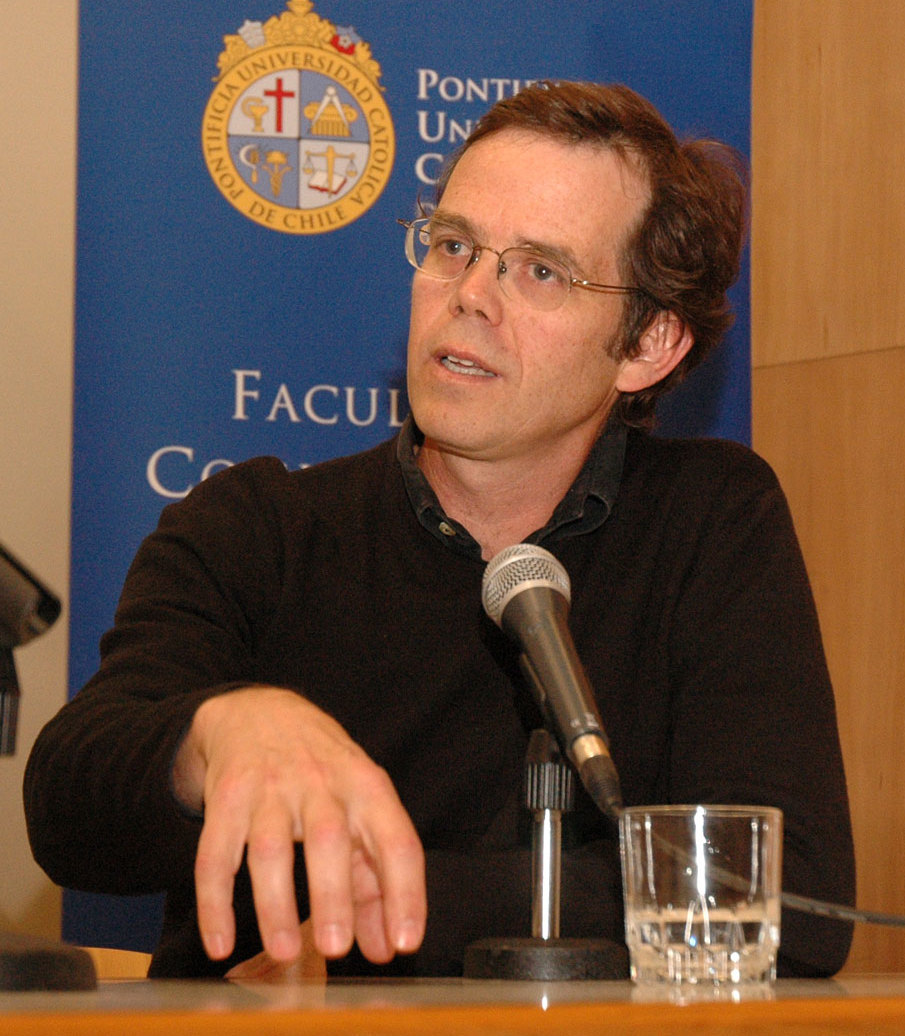
Andrés Wood

Andrés Wood Montt (* 1965 in Santiago de Chile) ist ein chilenischer Filmregisseur und Drehbuchautor.
Nach einem Studium der Wirtschaftswissenschaften an der Universidad Católica in Santiago ging er nach New York. Dort besuchte er einen Filmkurs und ging daraufhin nach Chile zurück, um dort den Film Historias del Fútbol zu veröffentlichen. Der Film brachte ihm einen Preis als bester Nachwuchsregisseur beim San Sebastián International Film Festival ein und war auch an den Kinokassen erfolgreich.
Machuca, mein Freund (2004) trägt autobiografische Züge. Dieser Film steigerte seine Bekanntheit noch, erhielt eine Goya-Nominierung und war der chilenische Anwärter auf eine Oscar-Nominierung als „bester fremdsprachiger Film“.
Nach seinem ebenfalls vielfach preisgekrönten Drama La buena vida (2008) über die Schicksale mehrerer Menschen in seiner Heimatstadt Santiago de Chile, legte er 2011 mit Violeta Parra eine Filmbiografie über die gleichnamige chilenische Musikerin und Künstlerin (1917–1967) vor, in der Francisca Gavilán die Titelrolle bekleidete. Der Film wurde unter anderem auf dem Sundance Film Festival preisgekrönt und war Chiles Kandidat auf den Auslandsoscar 2011, gelangte aber nicht in die engere Auswahl.

## Filmografie
- 1994: Reunión de familia (Kurzfilm)
- 1997: Historias de fútbol
- 1999: El desquite
- 2001: Das Loco-Fieber (La fiebre del loco)
- 2004: Machuca, mein Freund (Machuca)
- 2008: La buena vida
- 2011: Violeta Parra (Violeta se fue a los cielos)
- 2022: 1976

## Auszeichnungen (Auswahl)
- 1997: Nachwuchsregie-Preis des Festival Internacional de Cine de Donostia-San Sebastián für Historias de fútbol
- 1998: Debüt-Filmpreis des Cartagena Film Festival für Historias de fútbol
- 2002: Regiepreis der Mostra de Cinema llatinoamericá de Catalunya für Das Loco-Fieber
- 2004: Hauptpreis des Filmfestivals Viña del Mar für Machuca, mein Freund
- 2004: Hauptpreis des Filmfestivals Bogotá für Machuca, mein Freund
- 2004: Publikumspreis des Vancouver International Film Festival für Machuca, mein Freund
- 2005: Publikumspreis des Philadelphia Film Festival für Machuca, mein Freund
- 2009: Regiepreis der Mostra de Cinema llatinoamericá de Catalunya für La buena vida
- 2009: Goya für La buena vida (Bester hispanoamerikanischer Film)
- 2012: Preis der Jury beim Sundance Film Festival für Violeta Parra (Bester ausländischer Film)
- 2012: FIPRESCI-Preis des Internationalen Filmfestivals von Guadalajara für Violeta Parra